# 中華民國非法人私立醫院列表
本表所載之醫療機构名稱，皆以刊登於衛生福利部醫院資訊公開平台者為準。

## 西醫醫院

### 醫療體系及其構成醫院

#### 秀傳醫療體系
- 台北秀傳醫院
- 竹山秀傳醫院
- 員林何醫院
- 田中仁和醫院

#### 敏盛醫療體系
除以下五所醫院外，另設有敏盛大溪健康園區附設聯合診所
- 敏盛綜合醫院

- 經國本院
- 三民院區

- 龍潭敏盛醫院
- 大園敏盛醫院
- 怡仁綜合醫院

#### 聯新國際醫療體系
- 板新醫院
- 桃新醫院
- 壢新醫院
- 台新醫院
- 營新醫院
- 高新醫院
- 健新醫院

#### 天成醫療體系
- 天成醫院

- 天成院區
- 新成院區

#### 培靈醫院
- 培靈醫院
- 關西培靈醫院

#### 北新醫療體系
- 北新醫院

#### 大千健康醫療體系
- 大千綜合醫院 （页面存档备份，存于）
- 大千醫療社團法人南勢醫院（页面存档备份，存于）(於2017年完成法人化，並更名為大千醫療社團法人南勢醫院)
- 大順醫院 （页面存档备份，存于）
- 大川醫院 （页面存档备份，存于）
- 新生醫院（页面存档备份，存于）
- 後龍診所 （页面存档备份，存于）
- 公館診所 （页面存档备份，存于）
- 竹南診所 （页面存档备份，存于）
- 德恩診所 （页面存档备份，存于）
- 舒康診所 （页面存档备份，存于）
- 康平診所 （页面存档备份，存于）
- 永旭診所
- 福苗診所 （页面存档备份，存于）
- 康美健康美學中心

#### 光田體系
- 通霄光田醫院
- 大甲光田醫院

#### 澄清醫療體系
- 澄清綜合醫院

- 平等院區（院本部）
- 中港分院

- 敬德園區附設門診

- 霧峰澄清醫院
- 本堂澄清醫院
- 大里澄清醫院
- 大雅澄清醫院
- 太平澄清醫院
- 烏日澄清醫院

#### 宏恩醫療體系
- 宏恩醫院

- 本院
- 龍安分院

#### 李綜合醫療體系
- 大甲李綜合醫院
- 順安醫院

#### 彰基醫療體系
- 南基醫院

#### 員林郭醫院體系
- 員林郭醫院

- 本院
- 大村分院

#### 靜和醫療體系
- 靜和醫院

#### 惠健康醫療事業體系
- 惠德醫院
- 惠川醫院

#### 天主教靈醫會
- 杏和醫院

### 非醫療體系醫院

#### 臺北市
- 泰安醫院
- 協和婦女醫院
- 博仁綜合醫院
- 西園醫院
- 仁康醫院
- 景美醫院

#### 新北市
- 公祥醫院
- 泓安醫院
- 瑞芳礦工醫院
- 三重中興醫院
- 祐民醫院
- 宏仁醫院
- 新莊英仁醫院
- 大順醫院
- 新泰綜合醫院
- 益民醫院
- 蕭中正醫院
- 德全醫院
- 板橋國泰醫院
- 板橋中興醫院
- 中祥醫院
- 佑林醫院
- 怡和醫院
- 蕙生醫院
- 祥顥醫院
- 誠泰醫院
- 永和復康醫院
- 瑞祥婦幼醫院
- 永和振興醫院
- 廣川醫院
- 恩樺醫院
- 元復醫院
- 仁愛醫院
- 名恩療養院
- 宏濟神經精神科醫院
- 宏慈療養院
- 新北仁康醫院
- 同仁醫院

#### 桃園市
- 振生醫院
- 德仁醫院
- 福太醫院
- 承安醫院
- 中壢長榮醫院
- 祐民醫院
- 仁祥醫院
- 永康醫院
- 新國民醫院
- 長慎醫院
- 華揚醫院
- 陽明醫院
- 新永和醫院
- 宋俊宏婦幼醫院
- 秉坤婦幼醫院
- 居善醫院
- 大明醫院

#### 基隆市
- 新昆明醫院
- 維德醫院
- 暘基醫院
- 南光神經精神科醫院

#### 新竹縣
- 東元綜合醫院
- 大安醫院
- 新仁醫院
- 林醫院
- 竹信醫院

#### 新竹市
- 南門綜合醫院
- 新中興醫院

#### 苗栗縣
- 弘大醫院
- 協和醫院
- 崇仁醫院
- 重光醫院
- 慈祐醫院
- 大眾醫院

#### 臺中市
- 第一醫院
- 林森醫院
- 台安醫院
  - 進化總院
  - 雙十分院
- 新亞東婦產科醫院
- 勝美醫院
- 全民醫院
- 博愛外科醫院
- 聯安醫院
- 友仁醫院
- 新菩提醫院
- 達明眼科醫院
- 賢德醫院
- 漢忠醫院
- 新惠生醫院
- 豐安醫院
- 福平醫院
- 杏豐醫院
- 惠盛醫院
- 祥恩醫院
- 美德醫院
- 清濱醫院
- 陽光精神科醫院
- 明德醫院
- 忠港醫院
- 清海醫院
- 清泉醫院
- 協和醫院
- 泰安醫院

#### 南投縣
- 曾漢棋綜合醫院
- 東華醫院
- 新泰宜婦幼醫院

#### 彰化縣
- 信生醫院
- 漢銘醫院
- 冠華醫院
- 婦友醫院
- 順安醫院
- 成美醫院
- 明德醫院
- 皓生醫院
- 敦仁醫院
- 溫建益醫院
- 建元醫院
- 南興醫院
- 卓醫院
- 宋志懿醫院
- 洪宗鄰醫院
- 道安醫院
- 伸港忠孝醫院

#### 雲林縣
- 安生醫院
- 洪揚醫院
- 全生醫院
- 諸元內科醫院
- 育仁醫院
- 蔡醫院

#### 嘉義市
- 盧亞人醫院
- 安心醫院
- 陳仁德醫院
- 慶昇醫院
- 祥太醫院
- 世華醫院
- 陽明醫院
- 建興醫院

#### 臺南市
- 郭綜合醫院
- 仁村醫院
- 永和醫院
- 洪外科醫院
- 大安婦幼醫院
- 永川醫院
- 志誠醫院
- 開元寺慈愛醫院
- 陳澤彥婦產科醫院
- 信一骨科醫院
- 謝醫院
- 宏科醫院
- 新生醫院
- 佑昇醫院

#### 高雄市
- 邱外科醫院
- 原祿骨科醫院
- 新華醫院
- 惠仁醫院
- 上琳醫院
- 重仁骨科醫院
- 二聖醫院
- 正薪醫院
- 佳欣婦幼醫院
- 戴銘凌婦兒醫院
- 吳昆哲婦產小兒科醫院
- 瑞祥醫院
- 安泰醫院
- 臨海醫院
- 生安婦產小兒科醫院
- 三泰醫院
- 聖明醫院
- 正大醫院
- 文雄醫院
- 全民醫院
- 南山醫院
- 祐生醫院
- 謝外科醫院
- 民族醫院
- 德謙醫院
- 宏明醫院
- 四季台安醫院
- 新高醫院
- 博正醫院
- 柏仁醫院
- 馨蕙馨醫院
- 右昌聯合醫院
- 顏威裕醫院
- 長春醫院
- 劉嘉修醫院
- 樂安醫院
- 劉光雄醫院
- 泰和醫院
- 高新醫院
- 溫有諒醫院
- 長佑醫院
- 新高鳳醫院
- 仁惠婦幼醫院
- 大東醫院
- 杏和醫院
- 樂生婦幼醫院
- 瑞生醫院
- 建佑醫院
- 霖園醫院
- 溪州醫院
- 博愛醫院
- 重安醫院
- 三聖醫院

#### 屏東縣
- 復興醫院
- 國新醫院
- 民眾醫院
- 國仁醫院
- 南安醫院
- 茂隆骨科醫院
- 屏安醫院
  - 大同院區（院本部）
  - 麟洛分院
- 聖恩醫院
- 同慶醫院
- 大新醫院

#### 宜蘭縣
- 健生醫院

## 中醫醫院

### 醫療體系及所屬醫院

#### 天心中醫
- 天心中醫醫院
- 豐原天心中醫醫院

### 非體系醫院
- 東仁中醫診所
- 景得中醫診所
- 天德堂中醫醫院
- 同慶堂中醫醫院
- 聯合中醫醫院
- 大同中醫醫院
- 美德中醫醫院
- 馬光中醫醫院
- 永生中醫醫院
- 和平中醫醫院